# Suina
Suina, ou suiformes, é uma das três subordens de artiodáctilos; é composta por duas famílias: os suidae e os tayassuidae.

## Classificação
- Subordem Suina
  - Família Suidae
    - Gênero Babyrousa - Babirussa
    - Gênero Hylochoerus - Hilochero
    - Gênero Phacochoerus - Facochero ou Javali-africano
    - Gênero Potamochoerus - potamocheros
    - Gênero Sus
      - Sus barbatus - Javali-barbado
      - Sus bucculentus (extinto)
      - Sus cebifrons - Javali-das-Visayas
      - Sus celebensis - Javali-das-Celebes
      - Sus heureni
      - Sus philippensis - Javali-filipino
      - Sus scrofa - Javali-eurasiático
        - Sus scrofa scrofa - Javali-europeu
        - Sus scrofa domesticus - Porco doméstico

      - Sus timoriensis
      - Sus verrucosus - Javali-de-Java

    - Gênero Porcula
      - Porcula salvanius

  - Família Tayassuidae
    - Gênero Parachoerus - Taguá
    - Gênero Pecari - Caititu
    - Gênero Platygonus (extinto)
      - Platygonus bicalcaratus
      - Platygonus brachirostris
      - Platygonus compressus
      - Platygonus oregonensis
      - Platygonus pearcei
      - Platygonus vetus

    - Gênero Tayassu - Queixada